# Însurăței
Însurăței (abans conegut com a Pârdăleni) és una ciutat situada al comtat de Brăila, Muntènia (Romania). Té una població de 7.336 habitants. En el seu terme municipal es troben els poblats de Lacu Rezii (450 hab.), Maru Rosu (124 hab.) I Valea Călmăţuiului (121 hab.).
La ciutat administra tres pobles: Lacu Rezii, Măru Roșu i Valea Călmățuiului. Aquesta última es deia Rubla durant el govern comunista i allotjava delinqüents polítics que estaven obligats a viure-hi. Es va convertir oficialment en una ciutat el 1989, com a resultat del programa de sistematització rural romanès.

## Fills il·lustres
- Gheorghe Moldoveanu (n. 1945), remer